# Bistum Saint-Louis du Sénégal
Das Bistum Saint-Louis du Sénégal (lateinisch Dioecesis Sancti Ludovici Senegalensis) ist eine in Senegal gelegene römisch-katholische Diözese mit Sitz in Saint-Louis. Es umfasst die drei Regionen von Saint-Louis, Louga und Matam.

## Geschichte
Papst Clemens XIII. gründete die Apostolische Präfektur Sénégal 1763 aus Gebietsabtretungen des Bistums Funchal. Am 27. Januar 1936 nahm sie mit der Apostolischen Konstitution Non semel Apostolica den Namen, Apostolische Präfektur Saint-Louis du Sénégal, an.
Am 15. Februar 1966 wurde sie mit der Bulle Christi Ecclesia zum Bistum erhoben und dem Erzbistum Dakar als Suffragandiözese unterstellt.
Teile seines Territoriums verlor es zugunsten der Errichtung folgender Bistümer:
- 6. Mai 1931 an die Mission sui juris Gambia
- 18. Dezember 1965 an das Bistum Nouakchott
- 13. August 1970 an die Apostolische Präfektur Tambacounda

## Gliederung
- Dekanat Saint-Louis: Kathedralpfarrei Saint-Louis, Pfarrei Notre-Dame de Lourdes, Hochschulpfarrei Saint Augustin
- Dekanat Louga: Pfarreien in Louga, Linguère und Kébémer
- Dekanat Richard-Toll: Pfarreien in Richard Toll, Savoigne, Podor und Matam

## Ordinarien

### Apostolische Präfekten von Sénégal
- Jean-Claude Duret CSSp (1856 – 22. August 1873, dann Apostolischer Vikar von Senegambia)
- François-Marie Duboin CSSp (20. Juli 1876 – Juli 1883, zurückgetreten)
- François-Xavier Riehl CSSp (23. November 1883 – 23. Juli 1886, gestorben)
- Mathurin Picarda CSSp (14. Juli 1887 – 22. Januar 1889, gestorben)
- Joachim-Pierre Buléon CSSp (6. Juni 1899 – 13. Juni 1900 gestorben)
- François-Nicolas-Alphonse Kunemann CSSp (27. Februar 1901 – 20. März 1908, gestorben)
- Hyacinthe-Joseph Jalabert CSSp (13. Februar 1909 – 12. Januar 1920, gestorben)
- Louis Le Hunsec CSSp (26. Juni 1920 – 26. Juli 1926, dann Generalsuperior der Spiritaner)

### Apostolischer Präfekt von Saint-Louis du Sénégal
- Joseph Landreau CSSp (1955–1965, gestorben)

### Bischöfe von Saint-Louis du Sénégal
- Prosper Paul Dodds CSSp (15. Februar 1966 – 12. Januar 1973, gestorben)
- Pierre Sagna CSSp (19. Dezember 1974 – 22. Februar 2003, zurückgetreten)
- Ernest Sambou (22. Februar 2003 – 12. Januar 2023, zurückgetreten)
- Augustin Simmel Ndiaye (seit 2. April 2025)

## Statistik

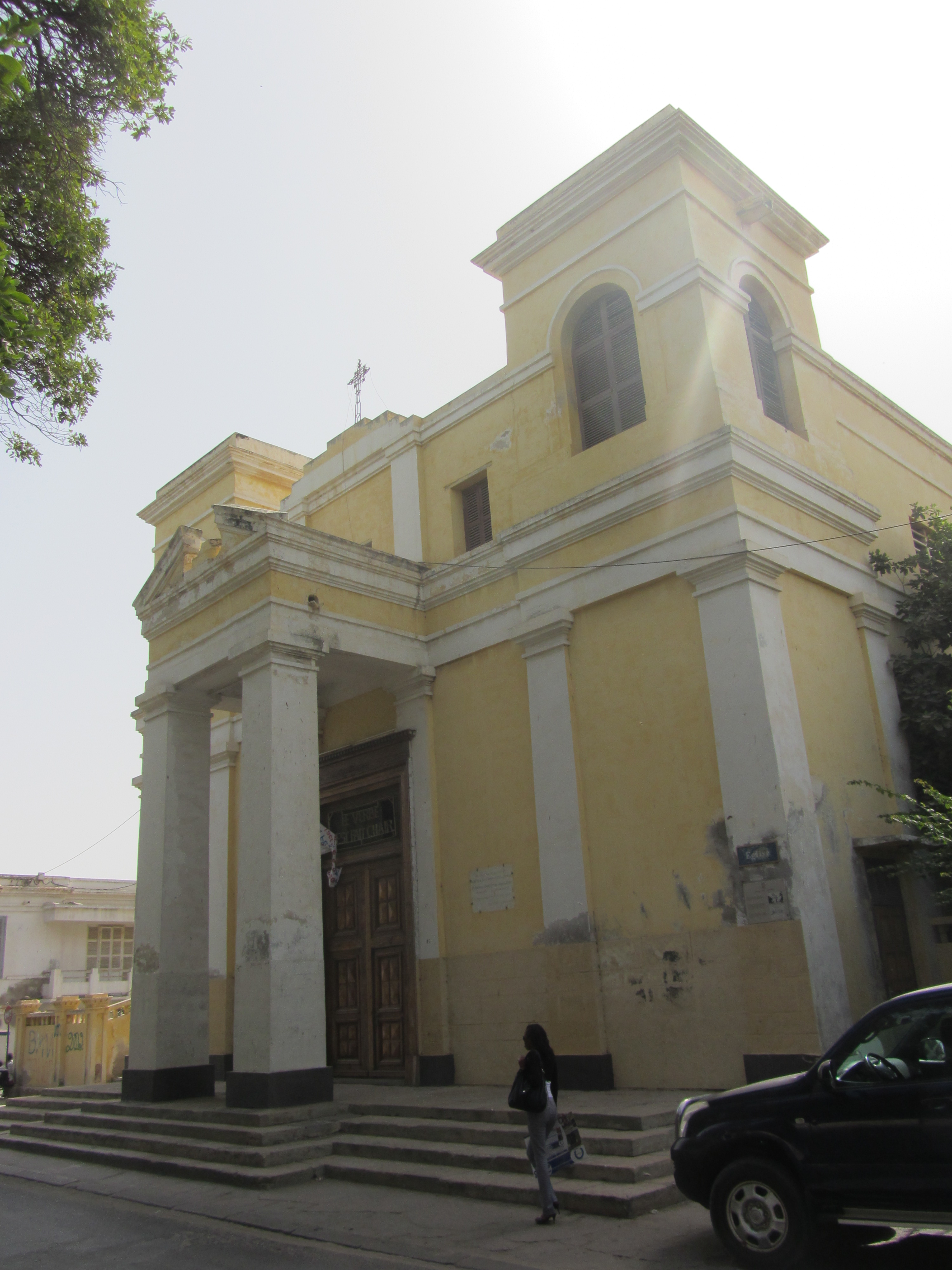
Kathedrale Saint-Louis

| Jahr | Bevölkerung | Bevölkerung | Bevölkerung | Priester     | Priester         | Priester       | Priester               | Ständige Diakone | Ordensleute | Ordensleute | Pfarreien |
| Jahr | Katholiken  | Einwohner   | %           | Gesamtanzahl | Diözesanpriester | Ordenspriester | Katholiken je Priester | Ständige Diakone | männlich    | weiblich    | Pfarreien |
| ---- | ----------- | ----------- | ----------- | ------------ | ---------------- | -------------- | ---------------------- | ---------------- | ----------- | ----------- | --------- |
| 1969 | 1.523       | 585.000     | 0,3         | 15           |                  | 15             | 101                    |                  | 23          | 19          | 6         |
| 1980 | 2.319       | 976.000     | 0,2         | 10           |                  | 10             | 231                    |                  | 16          | 20          | 3         |
| 1990 | 3.601       | 1.140.735   | 0,3         | 18           | 3                | 15             | 200                    |                  | 24          | 25          | 7         |
| 2000 | 3.799       | 1.545.238   | 0,2         | 20           | 6                | 14             | 189                    |                  | 23          | 21          | 6         |
| 2004 | 4.850       | 1.578.853   | 0,3         | 16           | 8                | 8              | 303                    |                  | 10          | 19          | 7         |
| 2014 | 6.374       | 1.943.000   | 0,3         | 17           | 11               | 6              | 374                    |                  | 10          | 35          | 7         |
| 2020 | 6.952       | 2.101.000   | 0,3         | 35           | 14               | 21             | 198                    |                  | 30          | 29          | 9         |